# Gebietsreform in Baden-Württemberg
Die Gebietsreform in Baden-Württemberg wurde in den Jahren 1968 bis 1975 durchgeführt und hatte das Ziel, leistungsfähigere Gemeinden zu schaffen. Das sollte durch größere Verwaltungseinheiten erreicht werden, die nach Ansicht der damaligen Landesregierung aus CDU und SPD effizienter arbeiten würden.
Die Gebietsreform wurde von der Koalitionsregierung im baden-württembergischen Landtag initiiert. Daneben wurde die baden-württembergische Kreisreform eingeleitet, die 1973 durchgeführt wurde. Nach der Landtagswahl 1972 setzte die nun allein regierende CDU den bereits eingeleiteten Weg mit breiter Unterstützung des Landtags fort.

## Die Verwaltungs- und Gebietsreform
In der zweiten Hälfte der 1960er Jahre befassten sich die Länder der Bundesrepublik Deutschland mit dem Gedanken einer umfassenden Verwaltungsreform. Im Gegensatz zu Gesellschaft und Wirtschaft hatte sich die öffentliche Verwaltung in der Nachkriegszeit strukturell kaum verändert. Es entwickelte sich ein wachsender Reformdruck in Verwaltungssachen – bedingt durch neue Aufgaben, zunehmende Spezialisierung und dem Wunsch nach größeren Verwaltungseinheiten –, dem nun die Regierungen des Bundes und der Länder nachkommen mussten.
Die einzelnen Kommunen erlebten in der Nachkriegszeit eine sehr unterschiedliche Entwicklung. Durch die zunehmende Mobilität erfolgte oft eine Trennung von Wohnstätte und Arbeitsplatz. Die Gemeinden, die als Wohnort dienten, aber kaum Gewerbe oder Industrie aufzuweisen hatten, konnten die Lasten für die Infrastruktur (Kindergärten, Schulen, Sportstätten oder Straßen) nicht mehr finanzieren. Gemeinden, die sich abseits der Wirtschaftszentren befanden, wurden langsam entvölkert. Die dortigen Handels- und Gewerbebetriebe erlitten wegen des Rückganges der Kaufkraft erhebliche Einbußen. Im Gegensatz dazu finanzierten Gemeinden mit wachsender Industrie eine gute Infrastruktur. Das förderte die Abwanderung von den ländlichen Gemeinden in die größeren Städte und verstärkte den Gegensatz zwischen den sich entvölkernden Gemeinden und den sich vergrößernden Städten.
Die angestrebten Reformen sollten diese Gegensätze ausgleichen und die Gemeinden neu ordnen. Weiter sollten die Verwaltungsaufgaben neu verteilt, die Rechts- und Verwaltungsvorschriften vereinfacht und die Aus- und Weiterbildung der Staatsbediensteten verbessert werden. Es entstand ein Netz aus Ober-, Mittel-, Unter- und Kleinzentren:

„Entscheidend war die dem jeweiligen Ort zugedachte Funktion in einem größeren Beziehungsgeflecht der Gemeinden. Wer den Status eines zentralen Ortes zugesprochen bekam, sollte mit den in seinem Einzugsbereich tätigen Verwaltungseinrichtungen ausgestattet sein (Schul-, Finanz- und Straßenbauämter). Den zentralen Orten sollten Mittel-, Unter- und Kleinzentren mit allen auf ihrer Ebene notwendigen Einrichtungen (Post, Apotheke und Realschule) zugeordnet werden.“

Mit dem Landesentwicklungsplan begann in Baden-Württemberg eine politische Strukturreform, die in der ersten Hälfte der 1970er Jahre durchgeführt wurde. Der Landesentwicklungsplan wurde am 22. Juni 1971 aufgestellt und am 11. April 1972 für verbindlich erklärt.

## Die Gemeindereform
Als Teil der Gebietsreform erfolgte der Prozess der Gemeindereform in Baden-Württemberg, die am 1. September 1968 begann und am 1. Januar 1975 endete (von Einzelfällen abgesehen). Die Gemeindereform wurde mit dem Gesetz zur Stärkung der Verwaltungskraft kleinerer Gemeinden eingeleitet, das am 7. März 1968 vom Landtag von Baden-Württemberg verabschiedet wurde und u. a. die Vereinbarte Verwaltungsgemeinschaft als Instrument schuf, um gleichwertige Lebensverhältnisse für die Bürger zu schaffen und Interessengegensätze zwischen Gemeinden – entstanden aufgrund der wirtschaftlichen und sozialen Entwicklung – abzubauen. Aus 3379 Gemeinden in Baden-Württemberg sollten durch Zusammenschlüsse und Eingemeindungen 1.111 Gemeinden werden; unterste Ebene sollten Gemeinden mit mindestens 8000 Einwohnern werden. Die Mindestanzahl wurde damit begründet, dass erst ab dieser Größe den gestiegenen Bedürfnissen der Bevölkerung – nach Schulen, Kindergärten, Freizeiteinrichtungen, Altenheimen, Sport- und Schwimmanlagen, Kultur- und Sozialeinrichtungen – entsprochen werden könne.
Den Gemeinden, die sich freiwillig eingemeindeten, gab die Landesregierung Sonderzuschüsse nach dem Finanzausgleichsgesetz. Bedingung war, dass eine Bürgeranhörung bis zum 2. April 1972 stattgefunden haben und die Eingemeindung spätestens bis zum 1. Januar 1973 vollzogen sein musste. Neben der Schaffung von Einheitsgemeinden war auch die Schaffung von Verwaltungsgemeinschaften möglich und vorgesehen, die bestimmte Gemeindeaufgaben übernehmen sollten.

### Zielplanung zur Gemeindereform 1973
In den Jahren 1969 bis 1972 hatte sich die Zahl der selbständigen Gemeinden von 3379 (1. September 1968) um etwa 30 % verringert, vor allem kleine Gemeinden von unter 1000 Einwohnern waren betroffen.
Um den weiteren Prozess besser lenken zu können, legte die Landesregierung am 30. Januar 1973 eine Zielplanung vor. Im Abschnitt 2.4 der Grundsätze zur Gemeindereform wurde gleichrangig die Organisationsform der Einheitsgemeinde wie auch die der Verwaltungsgemeinschaft als sachgerecht angeführt. Innerhalb einer Verwaltungsgemeinschaft sollten Gemeinden in der Lage sein, einen Grundbestand gemeindlicher Aufgaben wahrzunehmen, was in der Regel bei einer Einwohnerzahl von 2000 als gesichert anzunehmen sei.
Es wurden auch Grundsätze zur Lösung des Stadt-Umland-Problems aufgestellt, vorgelegt am 19. Juli 1973. Interessen von Großstädten und ihrem Umland sollten bestmöglich befriedigt werden sowie eine angemessene Lastenverteilung gewährleistet sein. Zusammenschlüsse von Umlandgemeinden mit der Stadt wie auch der Zusammenschluss von Umlandgemeinden untereinander könne Teil der Lösung sein. Im Umland von großen Städten wurde die Mindestgröße von örtlichen Verwaltungsräumen bei 8000 Einwohnern gesehen. Zur umfassenden Zusammenarbeit von Stadt und Umland wurden Nachbarschaftsverbände als erforderlich angesehen.
Nach dieser Zielplanung sollte die Zahl der Gemeinden von 2143 (am 19. Juli 1973) auf nur noch 1080 Gemeinden reduziert werden. Von Zusammenschlüssen oder Eingliederungen waren dieser Planung entsprechend auch eine Vielzahl von Gemeinden betroffen, die die Mindestgröße von 2000 teilweise deutlich überschritten.
Die Zielplanung definierte in ihrem Tabellenteil die zu bildenden Verwaltungsgemeinschaften und Gemeinden in sämtlichen Kreisen des Landes. Nach erfolgter Zielplanung waren freiwillige Gemeindezusammenlegungen nur noch möglich, wenn sie der Zielplanung entsprachen, von eng umgrenzten Ausnahmen abgesehen.

### Vorschaltgesetz
In einem Vorschaltgesetz wurde am 25. Oktober 1973 die Amtszeit von Bürgermeister und Gemeinderat der aufzulösenden Gemeinden verlängert, um mehrere Wahlen innerhalb kurzer Zeit zu vermeiden. Größere Investitionen in den aufzulösenden Gemeinden waren untersagt bzw. eingeschränkt.

### Anhörung der Bürger der betroffenen Gemeinden
Bevor eine Gemeindezusammenlegung vereinbart oder durch Gesetz beschlossen werden konnte, war in den betroffenen Gemeinden eine Anhörung durchzuführen. Im Falle von Eingliederungen fand diese Anhörung nur in der einzugliedernden Gemeinde statt, bei neu zu bildenden Gemeinden in allen Gemeinden. Die Anhörung war für den Gesetzgeber nicht bindend.
In vielen Fällen ergab sich bei hoher Beteiligung (über 80 %) eine Ablehnung von über 90 %, so z. B. in Umkirch (geplante Eingliederung nach Freiburg), Kollnau und Buchholz (neue Gemeinde Waldkirch-Kollnau), Prechtal und Oberprechtal (zu neuer Gemeinde Elzach). In den vom Land Baden-Württemberg verfügbaren Dokumentationen sind weder Datum noch Beteiligung oder Ergebnis der Anhörungen in den Gemeinden verzeichnet. Lediglich in den Begründungen zum Gesetzentwurf vom 14./15. Februar 1974 sind einzelne Anhörungsergebnisse genannt. Weitere Anhörungsergebnisse wären in den Archiven der betroffenen Gemeinden zu recherchieren.

### Allgemeines Gemeindereformgesetz
Das Dritte Gesetz zur Verwaltungsreform (Allgemeines Gemeindereformgesetz) wurde am 3. Juli 1974 im Landtag beschlossen.
Es unterscheidet zwischen der Bildung neuer Gemeinden aus bisherigen Gemeinden und der Eingliederung von Gemeinden in bestehende (aufnehmende) Gemeinden (§ 1). Die neuen Gemeinden sind Rechtsnachfolger der vereinigten Gemeinden, die aufnehmenden Gemeinden Rechtsnachfolger der eingegliederten Gemeinden (§ 2). Es können (und sollen) Vereinbarungen zwischen den betroffenen Gemeinden geschlossen werden, diese können unter anderem die Unechte Teilortswahl, die Ortschaftsverfassung und einen Namen der neuen Gesamtgemeinde festlegen; eine Namensänderung bedarf jedoch der Zustimmung des Innenministeriums (§ 3). Im Falle der Bildung einer neuen Gemeinde ist ein vorläufiger Gemeinderat zu bilden, der unverzüglich einen Amtsverweser bestellt (§ 7), da die neue Gemeinde sonst ohne Bürgermeister wäre.

### Besonderes Gemeindereformgesetz
Das Gesetz zum Abschluß der Neuordnung der Gemeinden (Besonderes Gemeindereformgesetz) wurde am 4. Juli 1974 im Landtag beschlossen.
Es bestimmt für die einzelnen Regionen, welche Gemeinden neu gebildet oder eingegliedert werden, sowie die Bildung von Gemeindeverwaltungsverbänden. Es enthält deutlich weniger Bestimmungen als der zugehörige Gesetzentwurf vom 14./15. Februar 1974, da zwischenzeitlich einige Gemeinden dem gesetzlich vorgegebenen Zwang durch quasi-„freiwilligen“ Zusammenschluss bzw. Eingliederung zuvor gekommen waren.
Von den 1111 Gemeinden, die beim Abschluss der Reform entstanden waren, hatten 1985 256 (= 23 %) eine Einwohnerzahl von 2000 Einwohnern oder weniger. Das Bevölkerungswachstum sorgte dafür, dass der Anteil bis 2005 auf 188 Gemeinden sank (= 17 % von 1111).

### Namensgebung der neu gebildeten Gemeinden
In einigen Fällen wurde für die neu gebildete Gemeinde ein Doppelname gewählt, z. B. Leinfelden-Echterdingen oder Korntal-Münchingen; einige neue Gemeinden haben auch einen neuen Namen gewählt, der zuvor so nicht in Verwendung war, zum Beispiel Albstadt, Ammerbuch, Filderstadt, Karlsbad, Winden, March, Rheinmünster oder Sonnenbühl. Nur im ersten Fall wird aus dem Namen deutlich, dass die Gemeinde aus mehreren formal gleichberechtigten Gemeindeteilen zusammengesetzt wurde.
In den meisten Fällen jedoch tragen die neu gebildeten Gemeinden den Namen des größten Stadtteils, z. B. Weil der Stadt, Leonberg, Waldkirch. In diesen Fällen wird kaum wahrgenommen, dass auch diese Gemeinden bei der Gemeindereform ihre Selbständigkeit verloren haben.

### Besondere Einzelfälle von Gemeindezusammenlegungen
(Quelle:)

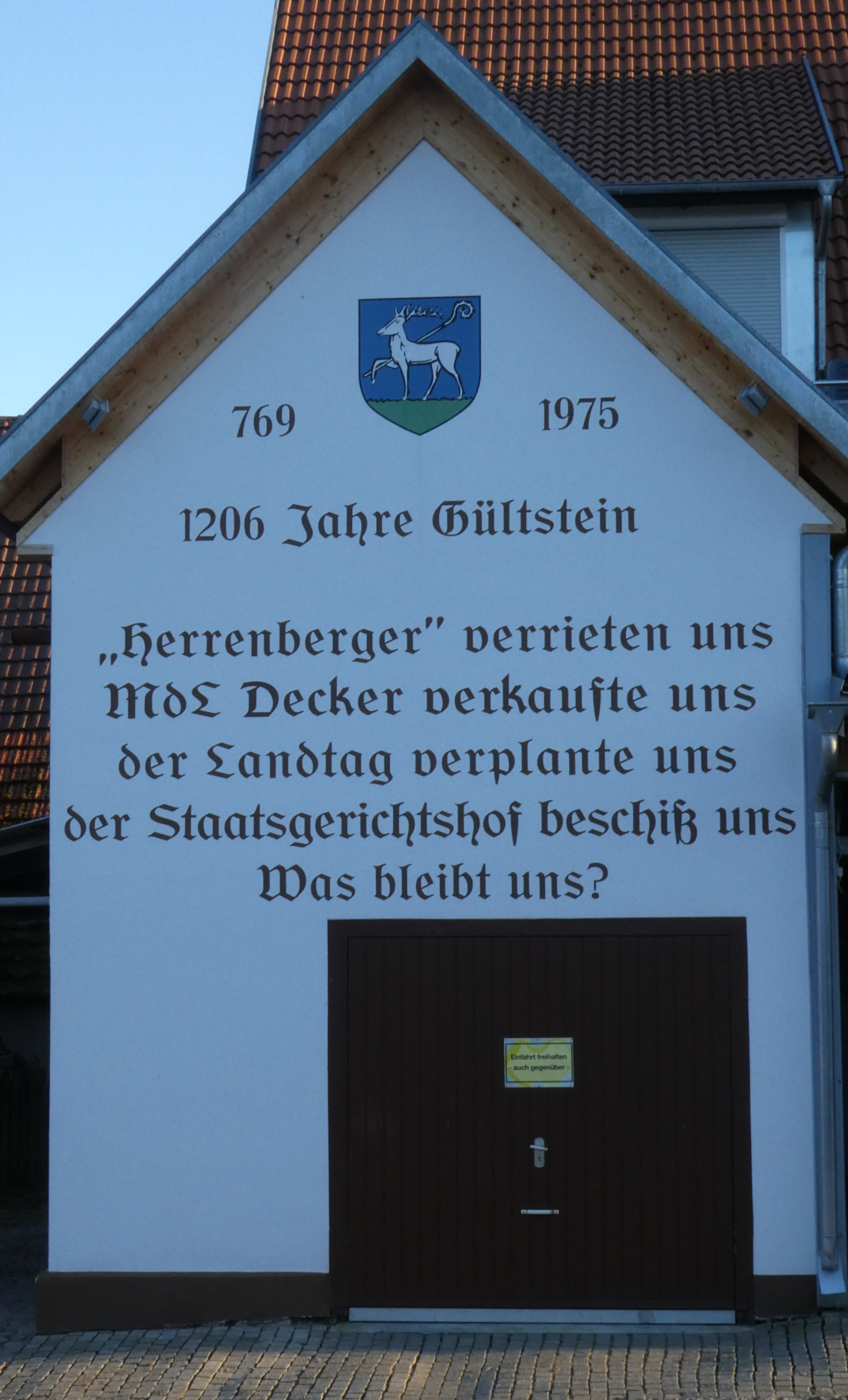
Kritik an der Gemeindereform in Gültstein

Aufmerksamkeit erregte die Zusammenlegung von Villingen und Schwenningen zur neuen Stadt Villingen-Schwenningen zum 1. Januar 1972 – über die ehemalige Landesgrenze von Baden und Württemberg sowie geographische (Europäische Wasserscheide) und kulturelle Grenzen hinweg. Beide waren schon zuvor Große Kreisstadt mit 37.906 Einwohnern in Villingen und 34.707 Einwohnern in Schwenningen (Stand jeweils 1970). Außerdem wurden neun weitere Gemeinden eingegliedert, zwei davon schon vor der Zusammenlegung, die restlichen danach.
Aus den Gemeinden Baienfurt, Baindt, Weingarten und Ravensburg wurde im Gesetz die Bildung der neuen Stadt Ravensburg-Weingarten festgelegt. Am 15. Februar 1975, und damit nach dem vorgesehenen Termin für die Zusammenlegung, urteilte der Staatsgerichtshof Baden-Württemberg auf Antrag der Stadt Weingarten und der Gemeinden Baienfurt und Baindt, dass der betroffene § 5 mit der Verfassung des Landes Baden-Württemberg nicht vereinbar und daher nichtig ist. Somit blieben neben Weingarten auch Baienfurt und Baindt selbständig.
§ 70 legte fest, dass aus den Städten Böblingen und Sindelfingen die neue Gemeinde Böblingen-Sindelfingen gebildet wird. In diesem Fall entschied der Staatsgerichtshof am 25. April 1975 auf Antrag beider Städte, dass dieser Zusammenschluss nichtig ist.
Die starke Ablehnung eines Zusammenschlusses mit Waldkirch durch Gemeinde und Bürgerschaft von Kollnau wurde im Gesetz durch den Namen Waldkirch-Kollnau für die neue Gemeinde berücksichtigt, der Name dann aber per Zusammenlegungsvereinbarung doch zu Waldkirch bestimmt.
Die Gemeinde Umkirch, im Gesetzentwurf zur Eingliederung nach Freiburg vorgesehen, blieb selbständig, hier wurde die große Ablehnung berücksichtigt. Umkirch gehört somit immer noch zum Landkreis Breisgau-Hochschwarzwald.
Die Gemeinde Gültstein war im Gesetzentwurf noch als weiterhin selbständige Gemeinde innerhalb der Verwaltungsgemeinschaft Herrenberg vorgesehen. Das verabschiedete Gesetz jedoch bestimmte dann die Eingliederung in die Stadt Herrenberg. Diese Eingliederung wurde aber – abweichend von allen anderen Zusammenlegungen – erst zum 5. Juli 1975 vollzogen.